# Magasin Général
Magasin Général in een van oorsprong Franse stripserie van de striptekenaars Régis Loisel en Jean-Louis Tripp. De serie wordt sinds 2006 uitgegeven door uitgeverij Casterman. 

## Het verhaal
Magasin Général speelt zich af in het plaatsje Notre-Dame-des-Lacs, Quebec van 1920, waar het winkeltje van Felix een belangrijk rol vervult in het plattelandsleven van die tijd. Als Felix komt te overlijden neemt zijn schuchtere vrouw Marie diens belangrijke rol op zich tegen heug en meug. Zij slaagt daarin op een bijzonder bewonderenswaardige wijze. 
De verhalen gaan over alledaagse gebeurtenissen zoals de betrekkingen tussen mensen als vlotters, pelsjagers en boeren. Kleurrijke figuren passeren de revue. Naast Marie spelen een smid, een niet te strenge pastoor, een zwangere onderwijzeres en een excentrieke timmerman een belangrijke rol.

## Albums
| Nummer | Titel                          | Verschenen |
| ------ | ------------------------------ | ---------- |
| 1      | Marie                          | 2006       |
| 2      | Serge                          | 2006       |
| 3      | De mannen (Frans: Les hommes)  | 2007       |
| 4      | De biecht (Frans: Confessions) | 2008       |
| 5      | Montreal (Frans: Montréal)     | 2009       |
| 6      | Ernest Latulippe               | 2010       |
| 7      | Charleston                     | 2011       |
| 8      | De vrouwen (Frans: Les femmes) | 2012       |
| 9      | Notre-Dame-des-Lacs            | 2014       |